# Olympische Sommerspiele 2000/Teilnehmer (Fidschi)
| Gelbes Symbol für Goldmedaillen mit stilisierten Olympischen Ringen | Graues Symbol für Silbermedaillen mit stilisierten Olympischen Ringen | Braundes Symbol für Bronzemedaillen mit stilisierten Olympischen Ringen |
| ------------------------------------------------------------------- | --------------------------------------------------------------------- | ----------------------------------------------------------------------- |
| —                                                                   | —                                                                     | —                                                                       |

Fidschi nahm an den Olympischen Sommerspielen 2000 in Sydney, Australien, mit sieben Athleten, drei Frauen und vier Männern, in fünf Sportarten teil.
Seit 1956 war es die zehnte Teilnahme des pazifischen Staates an Olympischen Sommerspielen.

## Flaggenträger
Der Windsurfer Anthony Philp trug die Flagge Fidschis während der Eröffnungsfeier im Stadium Australia.

## Teilnehmer nach Sportarten

### Gewichtheben
- Kesaia Tawai
Frauen, Mittelgewicht: 9. Platz

### Judo
- Nacanieli Takayawa-Qerawaqa
Schwergewicht: in der 1. Runde ausgeschieden

- Laisa Laveti Tuifagalele
Frauen, Halbschwergewicht: in der 1. Runde ausgeschieden

### Leichtathletik
- Isireli Naikelekelevesi
800 Meter: Vorrunde

### Schwimmen
- Carl Probert
100 Meter Freistil: 36. Platz
200 Meter Freistil: 45. Platz

- Caroline Pickering
50 Meter Freistil: 35. Platz
100 Meter Freistil: 38. Platz

### Segeln
- Anthony Philp
Windsurfen: 10. Platz